# Bad Animals
Bad Animals es el noveno álbum de estudio de la banda estadounidense Heart, lanzado en 1987 por el sello Capitol Records. Logró la certificación de triple platino en los Estados Unidos, ayudado por los éxitos radiales «Alone» y «Who Will You Run To».

## Lista de canciones
1. Who Will You Run To – 4:06
2. Alone – 3:38
3. There's the Girl – 3:50
4. I Want You So Bad – 4:21
5. Wait for an Answer – 4:31
6. Bad Animals – 4:54
7. You Ain't So Tough - 4:05
8. Strangers of the Heart - 3:41
9. Easy Target - 3:58
10. RSVP - 3:39